# 前465年
| 千纪： | 前1千纪 |
| 世纪： | 前6世纪 \| 前5世纪 \| 前4世纪 |
| 年代： | 前490年代 \| 前480年代 \| 前470年代 \| 前460年代 \| 前450年代 \| 前440年代 \| 前430年代                                                                                               |
| 年份： | 前470年 \| 前469年 \| 前468年 \| 前467年 \| 前466年 \| 前465年 \| 前464年 \| 前463年 \| 前462年 \| 前461年 \| 前460年                                                                 |
| 纪年： | 周貞定王四年 魯悼公三年 齊平公十六年 晉出公十年 趙襄子十一年 秦厉共公十二年 楚惠王二十四年 宋昭公四年 卫悼公五年 蔡声侯七年 郑声公三十六年 燕孝公二十八年 越王勾践三十二年 杞哀公六年 |

## 大事記
- 阿契美尼德王朝宰相阿爾達班謀殺了薛西斯一世，並擁立他的兒子阿爾塔薛西斯一世為國王。

## 逝世
- 薛西斯一世，阿契美尼德王朝的國王，大流士一世之子。